# Waltheria carpinifolia
Waltheria carpinifolia är en malvaväxtart som beskrevs av A. St.-hil. och Naud.. Waltheria carpinifolia ingår i släktet Waltheria och familjen malvaväxter. Inga underarter finns listade i Catalogue of Life.